# ورا زوزولیا
ورا زوزولیا (روسی: Вера Васильевна Зозуля؛ زادهٔ ۱۵ ژانویهٔ ۱۹۵۶) لژسوار اهل اتحاد جماهیر شوروی سوسیالیستی بود.